# Murs, murs
Murs, murs è un documentario del 1981 diretto da Agnès Varda.

## Trama
Protagonisti i tanti murales di Los Angeles. Con interviste a coloro che li hanno dipinti e anche ad alcuni commercianti che li hanno commissionati.